# Morus capensis

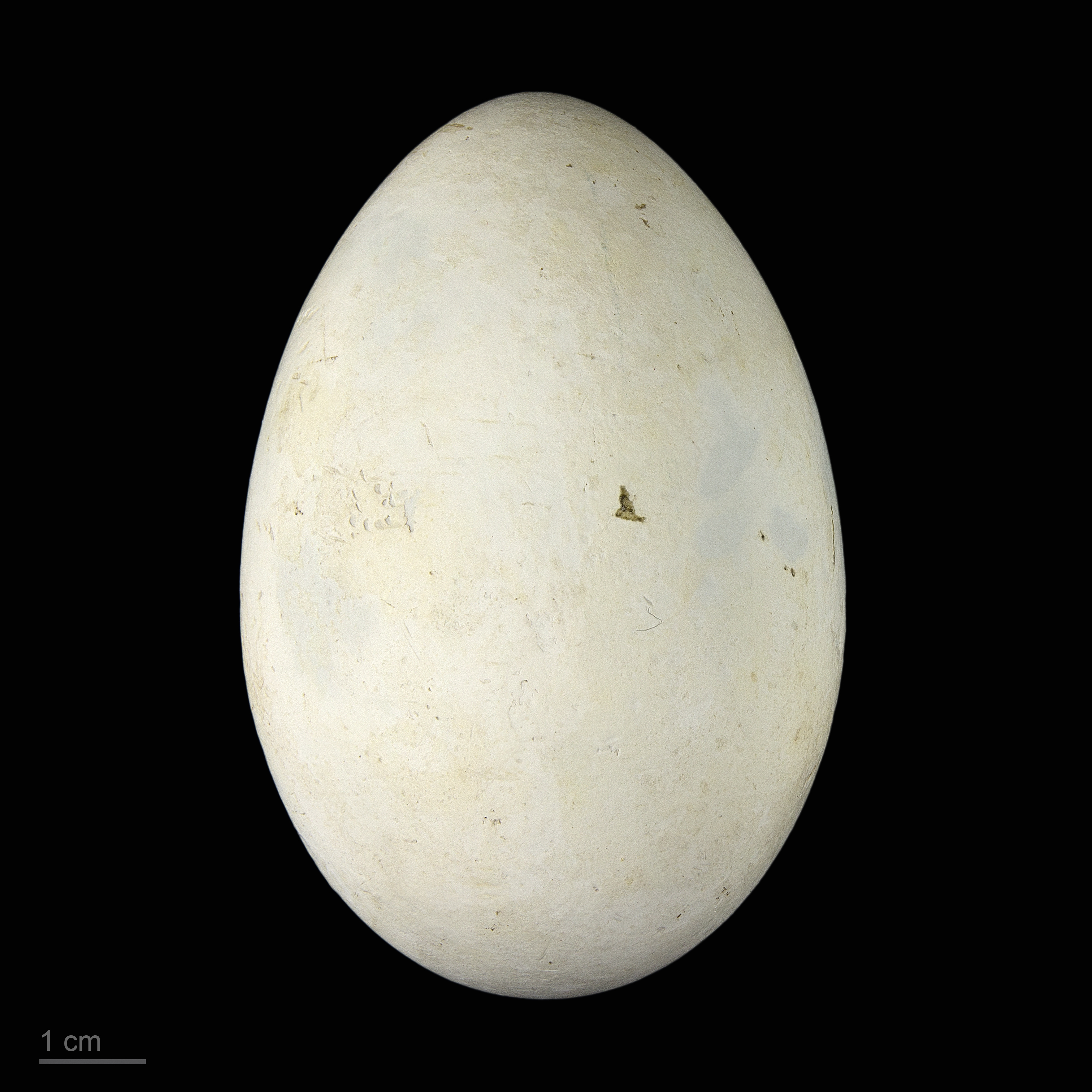
Morus capensis

La sula del Capo (Morus capensis M. H. K. Lichtenstein, 1823) è un uccello appartenente alla famiglia dei Sulidi diffuso lungo le coste meridionali dell'Africa.

## Descrizione
Lunga tra gli 84 ed i 94 cm, ha un aspetto molto simile a quello della sula bassana, dalla quale si differenzia per avere coda completamente nera, bordo posteriore delle ali nero e un tratto marcato in corrispondenza della gola nero e circa due volte più lungo di quello della sula bassana.

## Biologia
Depone le uova in settembre e in ottobre.

## Distribuzione e habitat
Di abitudini migratorie, nidifica sulle isole al largo delle coste meridionali e sud-orientali dell'Africa (Repubblica Sudafricana e Namibia) e sverna sulle coste africane, dal canale di Mozambico fino al golfo di Guinea.